# ロビー・ファインドリー
ロバート・"ロビー"・ファインドリー（Robert "Robbie" Findley, 1985年8月4日 - ）は、アメリカ合衆国アリゾナ州フェニックス出身の元サッカー選手。現役時代のポジションはFW。

## 経歴
MLSのトロントFC退団後の2016年2月、NASLのラージョOKCに移籍。同年4月22日に行われたマイアミFC戦で加入後初ゴールを記録し、クラブの同リーグにおける初勝利(3-2)に貢献した。

## 代表歴

### 出場大会
- アメリカ代表
  - 2010 FIFAワールドカップ

### 試合数
- 国際Aマッチ 11試合 0得点（2007年-2010年）[2]

| アメリカ代表 | 国際Aマッチ | 国際Aマッチ |
| 年           | 出場        | 得点        |
| ------------ | ----------- | ----------- |
| 2007         | 1           | 0           |
| 2008         | 0           | 0           |
| 2009         | 0           | 0           |
| 2010         | 10          | 0           |
| 通算         | 11          | 0           |